# Apocynoideae
Apocynoideae es una subfamilia de plantas de flores perteneciente a la familia Apocynaceae (orden Gentianales).  Las diferentes especies presentan interés farmacológico. El género más importante es  Nerium, que comprende la especie Nerium oleander, descubierta en la región del Mediterráneo. Se desglosa en cinco tribus:

## Tribus
- Apocyneae
- Echiteae
- Malouetieae
- Mesechiteae
- Wrightieae